# بيوتشين
بيوسين (Беочин) هي مدينة في جوزنو-باكا في مقاطعة فويفودينا في صربيا.
يبلغ عدد سكانها حوالي 8185 نسمة.

## معرض صور

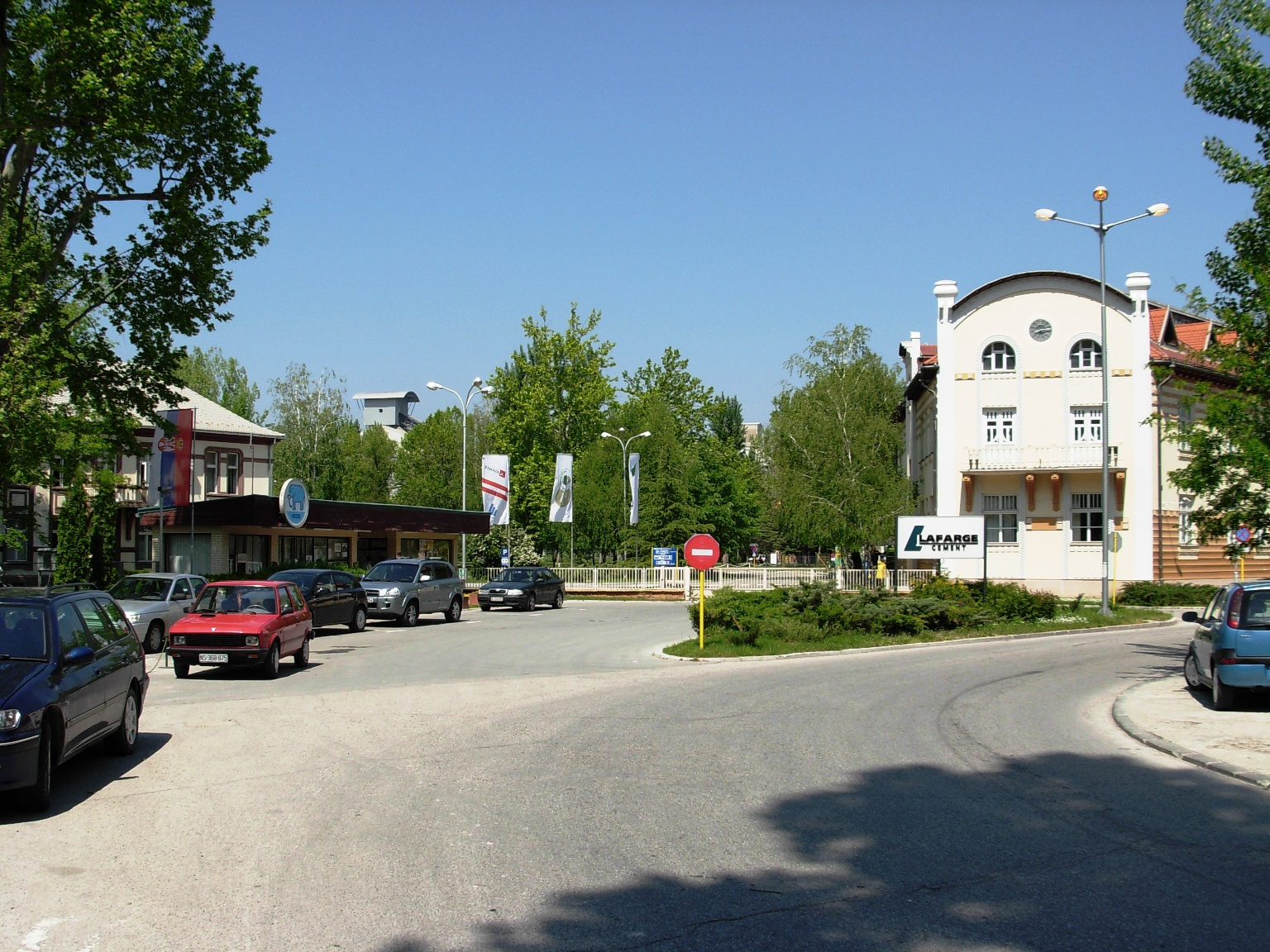
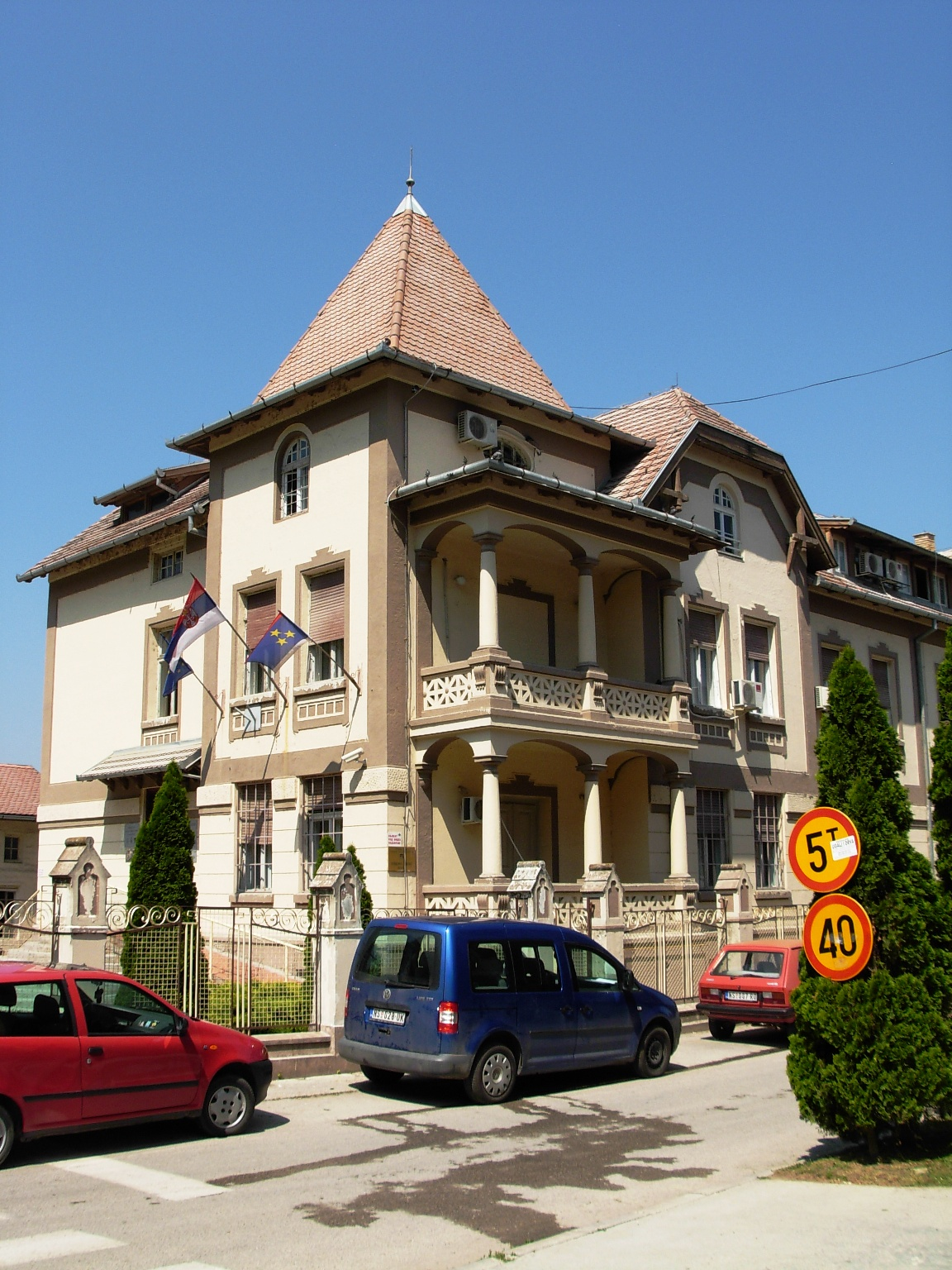
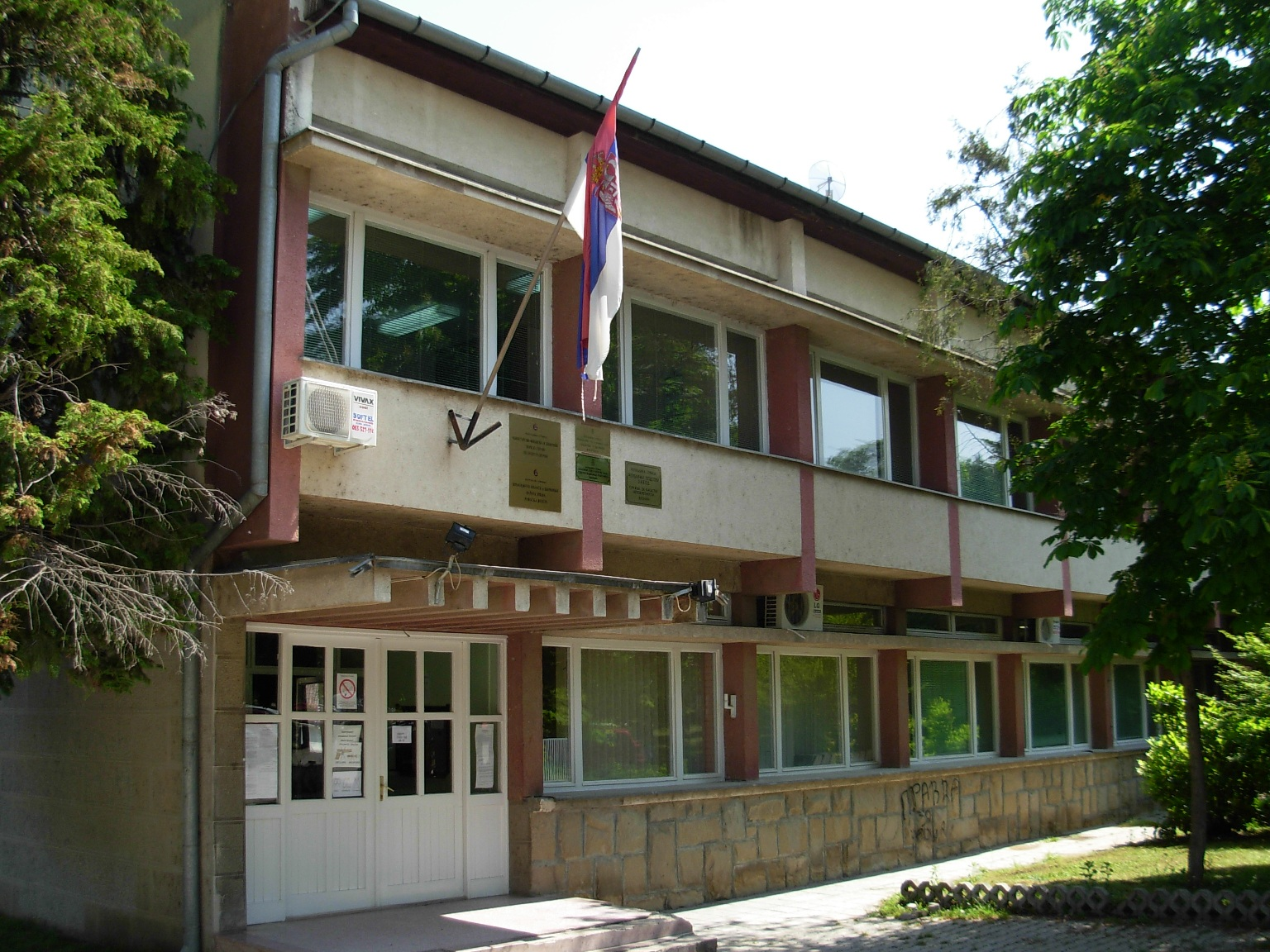

## توأمة
لبيوتشين اتفاقيات توأمة مع كل من:
- Battonya [الإنجليزية]‏
- Ugljevik [الإنجليزية]‏
- نوفاكي

## أعلام
- جيرد أجيتوفيتش